# Lorenz (priimek)
Lorenz je priimek v Sloveniji, ki ga je po podatkih Statističnega urada Republike Slovenije na dan 1. januarja 2010  uporabljalo 854 oseb.  

## Znani slovenski nosilci priimka (glasbena družina Lorenz)
- Alenka Šček Lorenz (*1955), pianistka
- Bernarda Jeklin (prej Rakovec, rojena Lorenz)
- Domen Lorenz, violinist
- Karel Lorenz (?—1986), bančni uradnik in violinist
- Marija Lorenz (1910—2007)
- Marina Lorenz (*1944), pianistka
- Matija Lorenz (*1938), violončelist, član Tria Lorenz, šahist
- Primož Lorenz (1942—2007), pianist, član Tria Lorenz
- Tomaž Lorenz (1944—2016), violinist, profesor AG, član Tria Lorenz

## Znani tuji nosilci priimka
- Adolf Lorenz (1854—1946), avstrijski ortoped
- Christian Lorenz (*1966), nemški klaviaturist
- Dietmar Lorenz (1950—2021), nemški judoist
- Edward Norton Lorenz (1917—2008), ameriški matematik in meteorolog
- Konrad Lorenz (1903—1989), avstrijski zoolog - etolog in ornitolog, nobelovec leta 1973
- Max Lorenz (1901—1975), nemški operni pevec, tenorist
- Peter Lorenz, avstrijski arhitekt, avtor Športnega centra Ilirija v Ljubljani z olimpijskim bazenom